# BNXT League 2023/24
De BNXT League-seizoen 2023/24, was het derde seizoen van de hoogste basketbalcompetitie voor België en Nederland. Aan de competitie deden 20 teams mee, waarvan er elf uit België komen en negen uit Nederland. BC Apollo Amsterdam verdween na twee seizoenen nadat zij de begroting niet rondkregen. Daarentegen werd Kortrijk Spurs als nieuw team toegevoegd. Het Belgische BC Oostende werd voor het eerst BNXT-kampioen door Zorg en Zekerheid Leiden in de finale met 2–0 te verslaan.

## Deelnemende teams
| Club                | Coach                         | Locatie          | Arena                                           | Capaciteit  | Ontstaan | Landstitels |
| België              | België                        | België           | België                                          | België      | België   | België      |
| ------------------- | ----------------------------- | ---------------- | ----------------------------------------------- | ----------- | -------- | ----------- |
| Antwerp Giants      | Ivica Skelin                  | Antwerpen        | Lotto Arena                                     | 5.218       | 1995     | 1           |
| Kangoeroes Mechelen | Tony Van den Bosch (a.i.)     | Mechelen         | Winketkaai                                      | 1.500       | 2009     | –           |
| Kortrijk Spurs      | Jeff Nolmans (a.i.)           | Kortrijk         | Sportcampus Lange Munte                         | 2.400       | 2019     | –           |
| Leuven Bears        | Eddy Casteels                 | Leuven           | Sportoase                                       | 3.400       | 1999     | –           |
| Liège Basket        | Alex Zampier                  | Luik             | Country Hall de Liège                           | 5.000       | 1967     | –           |
| Limburg United      | Raymond Westphalen            | Hasselt          | Alverberg Sporthal                              | 1.730       | 2014     | –           |
| Mons-Hainaut        | Vedran Bosnić                 | Bergen           | Mons.Arena                                      | 4.000       | 1959     | –           |
| Okapi Aalst         | Thomas Crab                   | Aalst            | Okapi Forum                                     | 2.800       | 1949     | –           |
| BC Oostende         | Dario Gjergja                 | Oostende         | COREtec Dôme                                    | 5.000       | 1970     | 24          |
| Brussels Basketball | Serge Crèvecoeur              | Brussel          | Complexe de Neder-Over-Hembeek                  | 1.200       | 1957     | –           |
| Spirou Charleroi    | Sam Rotsaert                  | Charleroi        | Spiroudome                                      | 6.200       | 1989     | 10          |
| Nederland           |                               |                  |                                                 |             |          |             |
| BAL                 | Radenko Varagić               | Weert            | Sporthal Boshoven                               | 1.000       | 2013     | –           |
| Den Helder SUNS     | Daniel Nelson                 | Den Helder       | Sporthal Sportlaan                              | 1.000       | 2016     | 6           |
| Donar               | Andrej Štimac                 | Groningen        | Martiniplaza                                    | 4.350       | 1951     | 7           |
| Feyenoord           | Armand Salomon (a.i.)Tim Arns | Rotterdam        | Topsportcentrum Rotterdam                       | 2.500       | 1954     | –           |
| Heroes Den Bosch    | Erik Braal                    | 's-Hertogenbosch | Maaspoort                                       | 2.800       | 1952     | 17          |
| Landstede Hammers   | Jean-Marc Jaumin              | Zwolle           | Landstede Sportcentrum                          | 1.200       | 1995     | 1           |
| LWD Basket          | Vincent van Sliedregt         | Leeuwarden       | Kalverdijkje                                    | 1.700       | 2004     | –           |
| Yoast United        | Jeroen van Vugt               | Bemmel           | Sportcentrum De Kooi                            | 650         | 2020     | –           |
| ZZ Leiden           | Doug Spradley                 | Leiden           | Vijf Meihal Sportcomplex 1574 (vanaf 7 oktober) | 2.000 2.435 | 1958     | 5           |

### Trainerswissels
| Club                | Trainer                      | Reden voor vertrek   | Vertrekdatum    | Positie       | Vervangende trainer       | Begindatum      |
| ------------------- | ---------------------------- | -------------------- | --------------- | ------------- | ------------------------- | --------------- |
| Brussels Basketball | Jean-Marc Jaumin             | Einde contract       | 30 juni 2023    | Voorbereiding | Serge Crèvecoeur          | 1 juli 2023     |
| Den Helder SUNS     | Peter van Noord              | Einde contract       | 30 juni 2023    | Voorbereiding | Daniel Nelson             | 1 juli 2023     |
| Landstede Hammers   | Mark van Schutterhoef (a.i.) | Einde interimperiode | 30 juni 2023    | Voorbereiding | Jean-Marc Jaumin          | 1 juli 2023     |
| Feyenoord Basketbal | Armand Salomon (a.i.)        | Einde contract       | 30 juni 2023    | Voorbereiding | Tim Arns                  | 1 juli 2023     |
| Yoast United        | Paul Vervaeck                | Einde contract       | 30 juni 2023    | Voorbereiding | Jeroen van Vugt           | 1 juli 2023     |
| Liège Basket        | Brad Greenberg               | Einde contract       | 30 juni 2023    | Voorbereiding | Alex Zampier              | 1 juli 2023     |
| Kangoeroes Mechelen | Kristof Michiels             | Ontslag              | 30 januari 2024 | 7e            | Tony Van den Bosch (a.i.) | 30 januari 2024 |
| Kortrijk Spurs      | Christophe Beghin            | Ontslag              | 4 februari 2024 | 8e            | Jeff Nolmans (a.i.)       | 4 februari 2024 |

## Standen

### Nationale competitie

#### België
| Pos | Team                | Wed | W  | WOT | VOT | V  | GV   | GT   | GS   | Ptn | Kwalificatie of degradatie |
| --- | ------------------- | --- | -- | --- | --- | -- | ---- | ---- | ---- | --- | -------------------------- |
| 1   | BC Oostende         | 20  | 18 | 0   | 0   | 2  | 1600 | 1414 | +186 | 38  | Elite Gold                 |
| 2   | Antwerp Giants      | 20  | 16 | 0   | 0   | 4  | 1655 | 1440 | +215 | 36  | Elite Gold                 |
| 3   | Limburg United      | 20  | 14 | 0   | 0   | 6  | 1555 | 1440 | +115 | 34  | Elite Gold                 |
| 4   | Liège Basket        | 20  | 12 | 0   | 0   | 8  | 1572 | 1567 | +5   | 32  | Elite Gold                 |
| 5   | Spirou Charleroi    | 20  | 11 | 0   | 0   | 9  | 1474 | 1504 | −30  | 31  | Elite Gold                 |
| 6   | Brussels Basketball | 20  | 10 | 0   | 0   | 10 | 1562 | 1535 | +27  | 30  | Elite Silver               |
| 7   | Kangoeroes Mechelen | 20  | 8  | 0   | 0   | 12 | 1506 | 1540 | −34  | 28  | Elite Silver               |
| 8   | Kortrijk Spurs      | 20  | 8  | 0   | 0   | 12 | 1552 | 1623 | −71  | 28  | Elite Silver               |
| 9   | Leuven Bears        | 20  | 5  | 0   | 0   | 15 | 1483 | 1589 | −106 | 25  | Elite Silver               |
| 10  | Mons-Hainaut        | 20  | 5  | 0   | 0   | 15 | 1479 | 1632 | −153 | 25  | Elite Silver               |
| 11  | Okapi Aalst         | 20  | 3  | 0   | 0   | 17 | 1516 | 1670 | −154 | 23  | Elite Silver               |

##### Programma/uitslagen
| Thuis \ Uit         | AAL    | ANT   | BRU   | CHA   | KOR    | LEU   | LIE   | LIM   | MEC   | MON   | OOS   |
| ------------------- | ------ | ----- | ----- | ----- | ------ | ----- | ----- | ----- | ----- | ----- | ----- |
| Okapi Aalst         |        | 72–91 | 82–95 | 80–87 | 86–63  | 76–86 | 80–83 | 82–83 | 82–80 | 74–75 | 72–74 |
| Antwerp Giants      | 102–75 |       | 90–88 | 76–70 | 93–67  | 82–78 | 81–71 | 84–66 | 77–71 | 86–50 | 77–84 |
| Brussels Basketball | 76–83  | 79–75 |       | 63–71 | 86–94  | 79–64 | 94–86 | 58–83 | 74–88 | 90–76 | 64–76 |
| Spirou Charleroi    | 75–68  | 61–74 | 63–61 |       | 83–81  | 82–78 | 79–71 | 67–75 | 90–84 | 85–58 | 60–83 |
| Kortrijk Spurs      | 93–89  | 73–76 | 72–74 | 77–71 |        | 88–69 | 83–94 | 70–80 | 87–70 | 72–80 | 67–73 |
| Leuven Bears        | 84–60  | 67–94 | 72–80 | 82–58 | 68–90  |       | 78–84 | 73–87 | 73–84 | 85–69 | 56–85 |
| Liège Basket        | 81–62  | 86–80 | 59–85 | 83–92 | 83–85  | 77–75 |       | 75–72 | 84–74 | 83–69 | 78–86 |
| Limburg United      | 77–68  | 68–82 | 80–67 | 76–55 | 91–62  | 80–68 | 82–87 |       | 70–52 | 79–91 | 71–90 |
| Kangoeroes Mechelen | 91–84  | 65–69 | 58–79 | 65–64 | 102–74 | 72–69 | 50–63 | 87–92 |       | 76–75 | 69–45 |
| Mons-Hainaut        | 89–78  | 80–98 | 76–88 | 84–90 | 84–87  | 71–83 | 66–68 | 59–69 | 91–80 |       | 76–85 |
| BC Oostende         | 85–63  | 69–68 | 87–82 | 85–71 | 71–67  | 91–75 | 94–76 | 63–74 | 98–88 | 76–60 |       |

#### Nederland
| Pos | Team              | Wed | W  | WOT | VOT | V  | GV   | GT   | GS   | Ptn | Kwalificatie of degradatie |
| --- | ----------------- | --- | -- | --- | --- | -- | ---- | ---- | ---- | --- | -------------------------- |
| 1   | Heroes Den Bosch  | 16  | 15 | 0   | 0   | 1  | 1323 | 1084 | +239 | 31  | Elite Gold                 |
| 2   | ZZ Leiden         | 16  | 12 | 0   | 0   | 4  | 1255 | 1131 | +124 | 28  | Elite Gold                 |
| 3   | Landstede Hammers | 16  | 11 | 0   | 0   | 5  | 1236 | 1082 | +154 | 27  | Elite Gold                 |
| 4   | Donar             | 16  | 8  | 0   | 0   | 8  | 1133 | 1086 | +47  | 24  | Elite Gold                 |
| 5   | BAL               | 16  | 8  | 0   | 0   | 8  | 1131 | 1148 | −17  | 24  | Elite Gold                 |
| 6   | Feyenoord         | 16  | 6  | 0   | 0   | 10 | 1163 | 1285 | −122 | 22  | Elite Silver               |
| 7   | Aris Leeuwarden   | 16  | 4  | 0   | 0   | 12 | 1210 | 1315 | −105 | 20  | Elite Silver               |
| 8   | Den Helder Suns   | 16  | 4  | 0   | 0   | 12 | 1054 | 1259 | −205 | 20  | Elite Silver               |
| 9   | Yoast United      | 16  | 4  | 0   | 0   | 12 | 1186 | 1301 | −115 | 20  | Elite Silver               |

##### Programma/uitslagen
| Thuis \ Uit       | BAL   | DBO    | DHE   | DON   | FEY   | LEE    | LEI    | YUB    | ZWO    |
| ----------------- | ----- | ------ | ----- | ----- | ----- | ------ | ------ | ------ | ------ |
| BAL               |       | 60–65  | 85–68 | 59–64 | 73–79 | 76–69  | 71–88  | 59–90  | 71–69  |
| Heroes Den Bosch  | 80–55 |        | 81–66 | 92–68 | 82–73 | 103–73 | 78–54  | 91–71  | 67–59  |
| Den Helder Suns   | 61–73 | 72–76  |       | 51–82 | 66–61 | 64–75  | 65–100 | 77–74  | 64–80  |
| Donar             | 70–73 | 74–63  | 75–51 |       | 62–70 | 57–52  | 70–72  | 82–54  | 53–75  |
| Feyenoord         | 57–83 | 74–107 | 77–90 | 73–70 |       | 87–72  | 73–80  | 81–85  | 81–102 |
| LWD Basket        | 68–82 | 84–109 | 75–76 | 81–83 | 85–94 |        | 101–82 | 87–70  | 60–93  |
| ZZ Leiden         | 72–64 | 55–70  | 86–60 | 85–77 | 78–58 | 72–67  |        | 102–58 | 74–65  |
| Yoast United      | 79–86 | 75–84  | 81–60 | 63–87 | 66–67 | 88–90  | 83–79  |        | 76–81  |
| Landstede Hammers | 69–61 | 71–75  | 78–63 | 72–59 | 84–58 | 79–71  | 71–76  | 88–73  |        |

### Internationale competitie

#### Elite Gold
| Pos | Team              | Wed | W  | WOT | VOT | V | GV   | GT   | GS   | Ptn | Kwalificatie of degradatie           |
| --- | ----------------- | --- | -- | --- | --- | - | ---- | ---- | ---- | --- | ------------------------------------ |
| 1   | BC Oostende       | 10  | 10 | 0   | 0   | 0 | 2522 | 2108 | +414 | 39  | Nationale play-offs kwartfinale (BE) |
| 2   | Heroes Den Bosch  | 10  | 5  | 0   | 0   | 5 | 2428 | 2156 | +272 | 34  | Nationale play-offs kwartfinale (NL) |
| 3   | Antwerp Giants    | 10  | 6  | 0   | 0   | 4 | 2479 | 2159 | +320 | 34  | Nationale play-offs kwartfinale (BE) |
| 4   | ZZ Leiden         | 10  | 5  | 0   | 0   | 5 | 2270 | 2172 | +98  | 33  | Nationale play-offs kwartfinale (NL) |
| 5   | Limburg United    | 10  | 6  | 0   | 0   | 4 | 2327 | 2182 | +145 | 33  | Nationale play-offs kwartfinale (BE) |
| 6   | Spirou Charleroi  | 10  | 7  | 0   | 0   | 3 | 2217 | 2207 | +10  | 33  | Nationale play-offs kwartfinale (BE) |
| 7   | Liège Basket      | 10  | 6  | 0   | 0   | 4 | 2426 | 2350 | +76  | 32  | Nationale play-offs kwartfinale (BE) |
| 8   | Landstede Hammers | 10  | 1  | 0   | 0   | 9 | 2249 | 2164 | +85  | 28  | Nationale play-offs kwartfinale (NL) |
| 9   | Donar             | 10  | 3  | 0   | 0   | 7 | 2182 | 2214 | −32  | 28  | Nationale play-offs kwartfinale (NL) |
| 10  | BAL               | 10  | 1  | 0   | 0   | 9 | 2110 | 2324 | −214 | 26  | Nationale play-offs kwartfinale (NL) |

##### Programma/uitslagen
| Thuis \ Uit       | ANT    | BAL    | CHA   | DBO   | DON    | LIE   | LEI   | LIM   | OOS   | ZWO   |
| ----------------- | ------ | ------ | ----- | ----- | ------ | ----- | ----- | ----- | ----- | ----- |
| Antwerp Giants    |        | 89–68  | —     | 76–77 | 86–76  | —     | 85–73 | —     | —     | 69–59 |
| BAL               | 68–82  |        | 58–98 | —     | —      | 86–84 | —     | 72–84 | 74–97 | —     |
| Spirou Charleroi  | —      | 82–80  |       | 84–68 | 76–74  | —     | 65–71 | —     | —     | 66–63 |
| Heroes Den Bosch  | 78–76  | —      | 69–77 |       | —      | 72–88 | —     | 95–86 | 73–83 | —     |
| Donar             | 96–89  | —      | 78–72 | —     |        | 81–75 | —     | 85–93 | 68–94 | —     |
| Liège Basket      | —      | 86–70  | —     | 80–99 | 88–70  |       | 94–65 | —     | —     | 90–70 |
| ZZ Leiden         | 52–103 | —      | 70–45 | —     | —      | 84–78 |       | 75–61 | 68–86 | —     |
| Limburg United    | —      | 75–60  | —     | 66–82 | 91–57  | —     | 66–75 |       | —     | 80–77 |
| BC Oostende       | —      | 112–60 | —     | 85–61 | 103–61 | —     | 75–68 | —     |       | 99–78 |
| Landstede Hammers | 72–69  | —      | 72–78 | —     | —      | 86–91 | —     | 64–70 | 83–88 |       |

#### Elite Silver
| Pos | Team                | Wed | W  | WOT | VOT | V  | GV | GT | GS | Ptn | Kwalificatie of degradatie           |
| --- | ------------------- | --- | -- | --- | --- | -- | -- | -- | -- | --- | ------------------------------------ |
| 1   | Kangoeroes Mechelen | 12  | 10 | 0   | 0   | 2  | 0  | 0  | 0  | 36  | Nationale play-offs kwartfinale (BE) |
| 2   | Mons-Hainaut        | 12  | 11 | 0   | 0   | 1  | 0  | 0  | 0  | 36  | Nationale play-offs kwartfinale (BE) |
| 3   | Leuven Bears        | 12  | 10 | 0   | 0   | 2  | 0  | 0  | 0  | 35  | Nationale play-offs kwartfinale (BE) |
| 4   | Brussels Basketball | 12  | 7  | 0   | 0   | 5  | 0  | 0  | 0  | 34  |                                      |
| 5   | Okapi Aalst         | 12  | 8  | 0   | 0   | 4  | 0  | 0  | 0  | 32  |                                      |
| 6   | Kortrijk Spurs      | 12  | 4  | 0   | 0   | 8  | 0  | 0  | 0  | 30  |                                      |
| 7   | LWD Basket          | 12  | 4  | 0   | 0   | 8  | 0  | 0  | 0  | 29  | Nationale play-offs kwartfinale (NL) |
| 8   | Feyenoord           | 12  | 2  | 0   | 0   | 10 | 0  | 0  | 0  | 28  | Nationale play-offs kwartfinale (NL) |
| 9   | Yoast United        | 12  | 3  | 0   | 0   | 9  | 0  | 0  | 0  | 28  | Nationale play-offs kwartfinale (NL) |
| 10  | Den Helder Suns     | 12  | 1  | 0   | 0   | 11 | 0  | 0  | 0  | 26  |                                      |

##### Programma/uitslagen
| Thuis \ Uit         | AAL   | BRU   | DHE   | FEY   | KOR   | LEE    | LEU   | MEC   | MON    | YUB    |
| ------------------- | ----- | ----- | ----- | ----- | ----- | ------ | ----- | ----- | ------ | ------ |
| Okapi Aalst         |       | —     | 94–75 | —     | 87–70 | 103–74 | —     | 72–81 | —      | 80–75  |
| Brussels Basketball | 75–71 |       | 98–61 | 93–90 | 91–82 | 104–81 | —     | —     | —      | 62–71  |
| Den Helder Suns     | 69–81 | 57–62 |       | —     | 82–73 | —      | –     | 55–91 | 66–78  | —      |
| Feyenoord           | 64–77 | 85–91 | —     |       | 91–87 | —      | 75–80 | 83–89 | 83–90  | —      |
| Kortrijk Spurs      | —     | —     | 87–61 | 89–73 |       | 85–92  | —     | 86–87 | 88–100 | 105–65 |
| LWD Basket          | 67–66 | 80–61 | —     | —     | 86–99 |        | 71–85 | 91–71 | 92–106 | —      |
| Leuven Bears        | 71–63 | 80–75 | 98–79 | 91–64 | —     | 81–60  |       | —     | —      | 79–76  |
| Kangoeroes Mechelen | —     | —     | 89–66 | 74–80 | —     | 92–77  | 90–76 |       | 99–95  | 94–67  |
| Mons-Hainaut        | —     | 78–72 | 83–77 | 88–73 | —     | 89–80  | 85–70 | —     |        | 83–61  |
| Yoast United        | 70–73 | 89–83 | —     | —     | 73–70 | —      | 60–81 | 58–70 | 65–79  |        |

### Nationale play-offs
De nationale play-offs worden gespeeld tussen de acht beste teams van de competitie. De vijf teams uit de Elite Gold en de drie hoogst geplaatste team uit de Elite Silver.

#### België
|  | Kwartfinale                | Kwartfinale    | Kwartfinale | Kwartfinale | Kwartfinale |             |                | Halve finale | Halve finale | Halve finale | Halve finale | Halve finale | Halve finale | Halve finale |   |    | Finale | Finale | Finale | Finale | Finale | Finale | Finale |
|  |                            |                |             |             |             |             |                |              |              |              |              |              |              |              |   |    |        |        |        |        |        |        |        |
|  | BC Oostende                | 2              | 83          | 80          |             |             |                |              |              |              |              |              |              |              |   |    |        |        |        |        |        |        |        |
|  | Leuven Bears               | 0              | 64          | 69          |             |             |                |              |              |              |              |              |              |              |   |    |        |        |        |        |        |        |        |
|  | Leuven Bears               | 0              | 64          | 69          |             | BC Oostende | 3              | 82           | 77           | 89           | 83           |              |              |              |   |    |        |        |        |        |        |        |        |
|  |                            |                |             |             |             | BC Oostende | 3              | 82           | 77           | 89           | 83           |              |              |              |   |    |        |        |        |        |        |        |        |
|  |                            | Liège Basket   | 1           | 64          | 72          | 95          | 63             |              |              |              |              |              |              |              |   |    |        |        |        |        |        |        |        |
|  | Spirou Charleroi           | Liège Basket   | 1           | 64          | 72          | 95          | 63             | 0            | 93           | 64           |              |              |              |              |   |    |        |        |        |        |        |        |        |
|  | Spirou Charleroi           |                |             |             |             |             |                | 0            | 93           | 64           |              |              |              |              |   |    |        |        |        |        |        |        |        |
|  | Liège Basket               | 2              | 98          | 82          |             |             |                |              |              |              |              |              |              |              |   |    |        |        |        |        |        |        |        |
|  | Liège Basket               | 2              | 98          | 82          |             |             |                |              |              |              |              |              |              | BC Oostende  | 3 | 93 | 66     | 82     | 74     |        |        |        |        |
|  |                            |                |             |             |             |             |                |              |              |              |              |              |              |              | 3 | 93 | 66     | 82     | 74     |        |        |        |        |
|  |                            | Antwerp Giants | 1           | 89          | 87          | 69          | 71             |              |              |              |              |              |              |              |   |    |        |        |        |        |        |        |        |
|  | Limburg United             | Antwerp Giants | 1           | 89          | 87          | 69          | 71             | 2            | 90           | 70           | 81           |              |              |              |   |    |        |        |        |        |        |        |        |
|  | Limburg United             |                |             |             |             |             |                | 2            | 90           | 70           | 81           |              |              |              |   |    |        |        |        |        |        |        |        |
|  | Kangoeroes Basket Mechelen | 1              | 84          | 75          | 69          |             |                |              |              |              |              |              |              |              |   |    |        |        |        |        |        |        |        |
|  | Kangoeroes Basket Mechelen | 1              | 84          | 75          | 69          |             | Limburg United | 2            | 81           | 66           | 66           | 71           | 64           |              |   |    |        |        |        |        |        |        |        |
|  |                            |                |             |             |             |             | Limburg United | 2            | 81           | 66           | 66           | 71           | 64           |              |   |    |        |        |        |        |        |        |        |
|  |                            | Antwerp Giants | 3           | 76          | 77          | 90          | 70             | 76           |              |              |              |              |              |              |   |    |        |        |        |        |        |        |        |
|  | Antwerp Giants             | Antwerp Giants | 3           | 76          | 77          | 90          | 70             | 76           | 2            | 80           | 86           |              |              |              |   |    |        |        |        |        |        |        |        |
|  | Antwerp Giants             |                |             |             |             |             |                |              | 2            | 80           | 86           |              |              |              |   |    |        |        |        |        |        |        |        |
|  | Mons-Hainaut               | 0              | 64          | 71          |             |             |                |              |              |              |              |              |              |              |   |    |        |        |        |        |        |        |        |

##### Wedstrijden
Kwartfinales (best-of-three)
| # | Team             | Uitslag | # | Team                       | Wedstrijd 1 | Wedstrijd 2 | Wedstrijd 3 |
| - | ---------------- | ------- | - | -------------------------- | ----------- | ----------- | ----------- |
| 1 | BC Oostende      | 2–0     | 8 | Leuven Bears               | 83–64       | 80–69       | n.v.t.      |
|   |                  |         |   |                            |             |             |             |
| 4 | Spirou Charleroi | 0–2     | 5 | Liège Basket               | 93–98       | 64–82       | n.v.t.      |
|   |                  |         |   |                            |             |             |             |
| 3 | Limburg United   | 2–1     | 6 | Kangoeroes Basket Mechelen | 90–84       | 70–75       | 81–69       |
|   |                  |         |   |                            |             |             |             |
| 2 | Antwerp Giants   | 2–0     | 7 | Mons-Hainaut               | 80–64       | 86–71       | n.v.t.      |

Halve finales (best-of-five)
| # | Team           | Uitslag | # | Team           | Wedstrijd 1 | Wedstrijd 2 | Wedstrijd 3 | Wedstrijd 4 | Wedstrijd 5 |
| - | -------------- | ------- | - | -------------- | ----------- | ----------- | ----------- | ----------- | ----------- |
| 1 | BC Oostende    | 3–1     | 5 | Liège Basket   | 82–64       | 77–72       | 89–95       | 83–63       | n.v.t.      |
|   |                |         |   |                |             |             |             |             |             |
| 2 | Antwerp Giants | 3–2     | 3 | Limburg United | 76–81       | 66–77       | 90–66       | 70–71       | 76–64       |

Finale (best-of-five)
| # | Team        | Uitslag | # | Team           | Wedstrijd 1 | Wedstrijd 2 | Wedstrijd 3 | Wedstrijd 4 | Wedstrijd 5 |
| - | ----------- | ------- | - | -------------- | ----------- | ----------- | ----------- | ----------- | ----------- |
| 1 | BC Oostende | 3–1     | 2 | Antwerp Giants | 98–89       | 66–87       | 82–69       | 74–71       | n.v.t.      |

| Landskampioen         |
| --------------------- |
| BC Oostende 25e titel |

#### Nederland
|  | Kwartfinale              | Kwartfinale              | Kwartfinale | Kwartfinale | Kwartfinale |                   |    | Halve finale | Halve finale | Halve finale | Halve finale | Halve finale | Halve finale | Halve finale |                  |   | Finale | Finale | Finale | Finale | Finale | Finale | Finale |
|  |                          |                          |             |             |             |                   |    |              |              |              |              |              |              |              |                  |   |        |        |        |        |        |        |        |
|  | Heroes Den Bosch         | 2                        | 94          | 90          |             |                   |    |              |              |              |              |              |              |              |                  |   |        |        |        |        |        |        |        |
|  | Yoast United             | 0                        | 59          | 54          |             |                   |    |              |              |              |              |              |              |              |                  |   |        |        |        |        |        |        |        |
|  | Yoast United             | 0                        | 59          | 54          |             | Heroes Den Bosch  | 3  | 90           | 75           | 90           | 80           | 90           |              |              |                  |   |        |        |        |        |        |        |        |
|  |                          |                          |             |             |             | Heroes Den Bosch  | 3  | 90           | 75           | 90           | 80           | 90           |              |              |                  |   |        |        |        |        |        |        |        |
|  |                          | Donar                    | 2           | 79          | 82          | 79                | 88 | 83           |              |              |              |              |              |              |                  |   |        |        |        |        |        |        |        |
|  | Donar                    | Donar                    | 2           | 79          | 82          | 79                | 88 | 83           | 2            | 78           | 71           | 89           |              |              |                  |   |        |        |        |        |        |        |        |
|  | Donar                    |                          |             |             |             |                   |    |              | 2            | 78           | 71           | 89           |              |              |                  |   |        |        |        |        |        |        |        |
|  | BAL                      | 1                        | 66          | 85          | 57          |                   |    |              |              |              |              |              |              |              |                  |   |        |        |        |        |        |        |        |
|  | BAL                      | 1                        | 66          | 85          | 57          |                   |    |              |              |              |              |              |              |              | Heroes Den Bosch | 1 | 89     | 65     | 79     | 81     |        |        |        |
|  |                          |                          |             |             |             |                   |    |              |              |              |              |              |              |              | Heroes Den Bosch | 1 | 89     | 65     | 79     | 81     |        |        |        |
|  |                          | Zorg en Zekerheid Leiden | 3           | 96          | 83          | 65                | 92 |              |              |              |              |              |              |              |                  |   |        |        |        |        |        |        |        |
|  | Landstede Hammers        | Zorg en Zekerheid Leiden | 3           | 96          | 83          | 65                | 92 | 2            | 90           | 88           |              |              |              |              |                  |   |        |        |        |        |        |        |        |
|  | Landstede Hammers        |                          |             |             |             |                   |    | 2            | 90           | 88           |              |              |              |              |                  |   |        |        |        |        |        |        |        |
|  | LWD Basket               | 0                        | 61          | 80          |             |                   |    |              |              |              |              |              |              |              |                  |   |        |        |        |        |        |        |        |
|  | LWD Basket               | 0                        | 61          | 80          |             | Landstede Hammers | 0  | 60           | 58           | 71           |              |              |              |              |                  |   |        |        |        |        |        |        |        |
|  |                          |                          |             |             |             | Landstede Hammers | 0  | 60           | 58           | 71           |              |              |              |              |                  |   |        |        |        |        |        |        |        |
|  |                          | Zorg en Zekerheid Leiden | 3           | 68          | 64          | 79                |    |              |              |              |              |              |              |              |                  |   |        |        |        |        |        |        |        |
|  | Zorg en Zekerheid Leiden | Zorg en Zekerheid Leiden | 3           | 68          | 64          | 79                | 2  | 91           | 79           |              |              |              |              |              |                  |   |        |        |        |        |        |        |        |
|  | Zorg en Zekerheid Leiden |                          |             |             |             |                   | 2  | 91           | 79           |              |              |              |              |              |                  |   |        |        |        |        |        |        |        |
|  | Feyenoord                | 0                        | 68          | 66          |             |                   |    |              |              |              |              |              |              |              |                  |   |        |        |        |        |        |        |        |

##### Wedstrijden
Kwartfinales (best-of-three)
| # | Team                     | Uitslag | # | Team         | Wedstrijd 1 | Wedstrijd 2 | Wedstrijd 3 |
| - | ------------------------ | ------- | - | ------------ | ----------- | ----------- | ----------- |
| 1 | Heroes Den Bosch         | 2–0     | 8 | Yoast United | 94–58       | 90–54       | n.v.t.      |
|   |                          |         |   |              |             |             |             |
| 4 | Donar                    | 2–1     | 5 | BAL          | 78–66       | 71–85       | 89–57       |
|   |                          |         |   |              |             |             |             |
| 3 | Landstede Hammers        | 2–0     | 6 | LWD Basket   | 90–61       | 88–80       | n.v.t.      |
|   |                          |         |   |              |             |             |             |
| 2 | Zorg en Zekerheid Leiden | 2–0     | 7 | Feyenoord    | 91–68       | 79–66       | n.v.t.      |

Halve finales (best-of-five)
| # | Team                     | Uitslag | # | Team              | Wedstrijd 1 | Wedstrijd 2 | Wedstrijd 3 | Wedstrijd 4 | Wedstrijd 5 |
| - | ------------------------ | ------- | - | ----------------- | ----------- | ----------- | ----------- | ----------- | ----------- |
| 1 | Heroes Den Bosch         | 3–2     | 4 | Donar             | 90–79       | 75–82       | 90–79       | 80–88       | 90–83       |
|   |                          |         |   |                   |             |             |             |             |             |
| 2 | Zorg en Zekerheid Leiden | 3–0     | 3 | Landstede Hammers | 68–60       | 64–58       | 79–71       | n.v.t.      | n.v.t.      |

Finale (best-of-five)
| # | Team             | Uitslag | # | Team                     | Wedstrijd 1 | Wedstrijd 2 | Wedstrijd 3 | Wedstrijd 4 | Wedstrijd 5 |
| - | ---------------- | ------- | - | ------------------------ | ----------- | ----------- | ----------- | ----------- | ----------- |
| 1 | Heroes Den Bosch | 1–3     | 2 | Zorg en Zekerheid Leiden | 89–96       | 65–83       | 79–65       | 81–92       | n.v.t.      |

| Landskampioen                     |
| --------------------------------- |
| Zorg en Zekerheid Leiden 6e titel |

### BNXT Finals
De finale van de BNXT League wordt gespeeld door de winnaar uit de Belgische nationale play-offs en de Nederlandse nationale play-offs. De finale wordt gespeeld door middel van een best-of-three wedstrijden.
| Finale             |                          |    |    |  |
|                    |                          |    |    |  |
| Vlag van België    | BC Oostende              | 85 | 79 |  |
| Vlag van Nederland | Zorg en Zekerheid Leiden | 58 | 66 |  |

Finale (best-of-five)
| Team        | Uitslag | Team                     | Wedstrijd 1 | Wedstrijd 2 | Wedstrijd 3 |
| ----------- | ------- | ------------------------ | ----------- | ----------- | ----------- |
| BC Oostende | 2–0     | Zorg en Zekerheid Leiden | 85–58       | 79–66       | n.v.t.      |

| BNXT League kampioen |
| -------------------- |
| BC Oostende 1e titel |

## Individuele statistieken
Om in aanmerking te komen voor de ranglijsten in individuele statistieken moet de speler minstens in de helft van de wedstrijden gespeeld hebben.
| R  | Speler         | Ploeg               | PPW  |
| -- | -------------- | ------------------- | ---- |
| 1. | Tyreke Key     | Leuven Bears        | 19,3 |
| 2. | John Meeks     | Donar Groningen     | 18,1 |
| 3. | Rasir Bolton   | Antwerp Giants      | 17,8 |
| 4. | Ike Nweke      | Yoast United        | 17,6 |
| 5. | Trenton Gibson | Feyenoord Basketbal | 17,2 |

| R  | Speler         | Ploeg               | RPW  |
| -- | -------------- | ------------------- | ---- |
| 1. | Elyjah Goss    | BAL Weert           | 10,1 |
| 2. | Noah Dickerson | Landstede Hammers   | 9,7  |
| 3. | Kevin Tumba    | Liège Basket        | 9,6  |
| 4. | Ivan Maras     | Okapi Aalst         | 9,2  |
| 5. | Zaba Bangala   | Feyenoord Basketbal | 9,0  |

| R  | Speler          | Ploeg              | APW |
| -- | --------------- | ------------------ | --- |
| 1. | Boy Van Vliet   | Heroes Den Bosch   | 6,4 |
| 2. | Marijn Ververs  | ZZ Leiden          | 6,3 |
| 3. | Conley Garrison | Union Mons-Hainaut | 6,1 |
| 4. | Ángel Rodríguez | Liège Basket       | 5,9 |
| 5. | Nikolas Tomsick | Kortrijk Spurs     | 5,6 |

| Rang | Speler          | Ploeg               | BPW |
| ---- | --------------- | ------------------- | --- |
| 1.   | Osun Osunniyi   | Limburg United      | 1,8 |
| 2.   | Theo John       | Donar Groningen     | 1,6 |
| 3.   | Kevin Tumba     | Liège Basket        | 1,4 |
| 4.   | Jito Kok        | Heroes Den Bosch    | 1,2 |
| 5.   | Mitch Lightfoot | Kangoeroes Mechelen | 1,2 |

| Rang | Speler          | Ploeg               | SPW |
| ---- | --------------- | ------------------- | --- |
| 1.   | Ángel Rodríguez | Liège Basket        | 2,6 |
| 2.   | Jalen Tate      | Leuven Bears        | 2,2 |
| 3.   | Jordan Harris   | Brussels Basketball | 2,0 |
| 4.   | Trenton Gibson  | Feyenoord Basketbal | 2,0 |
| 5.   | Conley Garrison | Union Mons-Hainaut  | 1,9 |

| Rang | Speler          | Ploeg             | Eff. |
| ---- | --------------- | ----------------- | ---- |
| 1.   | Noah Dickerson  | Landstede Hammers | 23,3 |
| 2.   | E.J. Anosike    | Liège Basket      | 22,7 |
| 3.   | John Meeks      | Donar Groningen   | 22,5 |
| 4.   | Ángel Rodríguez | Liège Basket      | 22,0 |
| 5.   | Tyreke Key      | Leuven Bears      | 21,9 |

## Individuele prijzen
| Categorie                           | Speler                | Club                       | Genomineerden                                                             | Ref.  |
| ----------------------------------- | --------------------- | -------------------------- | ------------------------------------------------------------------------- | ----- |
| Most Valuable Player (MVP)          | Damien Jefferson      | BC Oostende                | Pierre-Antoine Gillet (BC Oostende) Rasir Bolton (Antwerp Giants)         | [ 6 ] |
| Finals MVP (BNXT)                   | Damien Jefferson      | BC Oostende                | –                                                                         | [ 6 ] |
| Finals MVP (België)                 | Damien Jefferson      | BC Oostende                | –                                                                         | [ 6 ] |
| Finals MVP (Nederland)              | Brock Gardner         | ZZ Leiden                  | –                                                                         | [ 6 ] |
| Dream Team                          | Ángel Rodríguez       | Liège Basket               | –                                                                         | [ 6 ] |
| Dream Team                          | Rasir Bolton          | Antwerp Giants             | –                                                                         | [ 6 ] |
| Dream Team                          | Pierre-Antoine Gillet | BC Oostende                | –                                                                         | [ 6 ] |
| Dream Team                          | Damien Jefferson      | BC Oostende                | –                                                                         | [ 6 ] |
| Dream Team                          | Nikola Jovanović      | Antwerp Giants             | –                                                                         | [ 6 ] |
| Speler van het Jaar (Nederland)     | Marijn Ververs        | ZZ Leiden                  | Boy Van Vliet (Heroes Den Bosch) Luuk Van Bree (ZZ Leiden)                | [ 6 ] |
| Speler van het Jaar (België)        | Pierre-Antoine Gillet | BC Oostende                | Kevin Tumba (Liège Basket) Olivier Troisfontaines (Liège Basket)          | [ 6 ] |
| Rising Star of the Year (Nederland) | Jibbe Sicking         | ZZ Leiden                  | Florian Rijkers (Yoast United) Armin Stroijl (Basketbal Academie Limburg) | [ 6 ] |
| Rising Star of the Year (België)    | Jo Van Buggenhout     | Antwerp Giants             | Joppe Mennes (BC Oostende) Siebe Ledegen (Okapi Aalst)                    | [ 6 ] |
| Sixth Man of the Year               | Nikola Jovanović      | Antwerp Giants             | Olivier Troisfontaines (Liège Basket) Roeland Schaftenaar (ZZ Leiden)     | [ 6 ] |
| Defensive Player of the Year        | Osun Osunniyi         | Limburg United             | Kevin Tumba (Liège Basket) Ángel Rodríguez (Liège Basket)                 | [ 6 ] |
| Coach of the Year (Nederland)       | Radenko Varagić       | Basketbal Academie Limburg | Douglas Spradley (ZZ Leiden) Erik Braal (Heroes Den Bosch)                | [ 6 ] |
| Coach of the Year (België)          | Dario Gjergja         | BC Oostende                | Raymond Westphalen (Limburg United) Sam Rotsaert (Spirou Charleroi)       | [ 6 ] |
| Referee of the Year (Nederland)     | Tijmen Last           | –                          | Bert Van Slooten Mohamed Shouman                                          | [ 6 ] |
| Referee of the Year (België)        | Nick van den Broeck   | –                          | Renaud Geller Tom Delange                                                 | [ 6 ] |